# Parque Nacional de Abijatta-Shalla

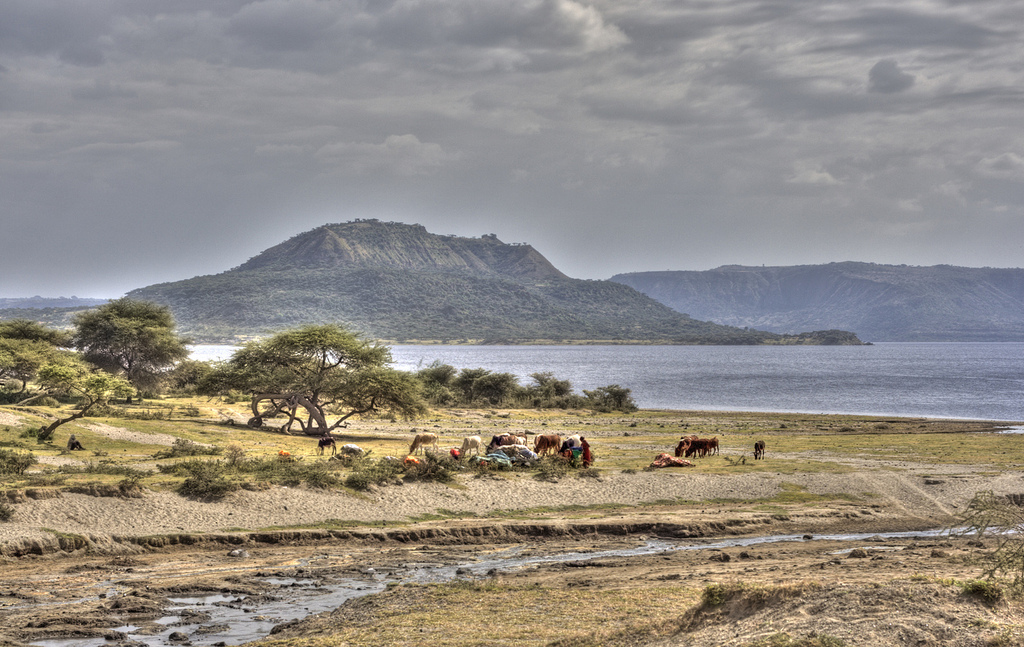
Paisagem do Lago Shalla

O Parque Nacional de Abijatta-Shalla é um dos Parques Nacionais da Etiópia, situado na região de Oromia, a 200 quilômetros ao sul de Adis Abeba. Nele estão incluídos os lagos do Vale do Rift de Abijatta e Shalla, os quais estão separados por três quilômetros de terras montanhosas. A altitude do parque vai de 1540 a 2075 metros, o pico mais alto é o Monte Fike, localizado entre os dois lagos. Além destes, a principal atração do parque nacional é uma série de fontes termais no canto nordeste do Lago Abijatta e um grande número de flamingos no lago.